# شورایاری
شورایاری‌ها در سال ۱۳۷۹ وارد عرصه مدیریت شهری شد. آغاز به کار شورایاری‌ها براساس مصوبه جلسه علنی شورای اسلامی شهر تهران در تاریخ چهارم آبان ۱۳۷۸ بود. به این نحو بنیان فعالیت شورایاری‌ها از همان ابتدا براساس مقررات و چارچوب‌های حقوقی مدون شکل گرفت و ادامه یافت.شورایاری یک نهاد مردمی و محلی است که هدف از تشکیل آن برقراری ارتباط سازمان‌یافته با از طریق نمایندگان‌شان و استفاده از قدرت و توان مردم در بهبود کیفیت زندگی شهری است.در تهران و دیگر کلان‌شهری ایران با اهتمام مدیریت‌های شهری، همکاری و تعامل سایر نهادها و سازمانهای ذی‌ربط، در قالب تشکیل و حمایت از فعالیت‌های شورایاری‌های محلات اقدام‌هایی در زمینه استفاده از ظرفیت مشارکت و همکاری شهروندان و توجه به اولویت‌ها و نیازهای محلی صورت گرفته‌است. تا سال ۱۳۹۹ فعالیت پنج دوره این نهاد محلی انجام شده‌است.

## تاریخچه
شورایاری‌ها از زمان تشکیل در اواخر دهه هفتاد خورشیدی تا پایان دهه نود خورشیدی تحول‌های متعددی را از سر گذرانده‌است در ادامه به اجمال مروری بر این تحول‌ها خواهیم داشت. اولین دوره شورایاری‌ها در سال ۱۳۷۹ وارد عرصه مدیریت شهری شد. تشکیل شوراهای اسلامی شهر و روستا، مستند به اصول ششم، هفتم، یکصدم، یکصد و یکم، یکصد و سوم، یکصد و پنجم و یکصد و ششم قانون اساسی جمهوری اسلامی ایران، است؛ تأسیس شورایاری‌های هم بازتابی از این اصول و تلقی گسترش فکر و عمل شورایی است که به ضرورتی تاریخی و اجتناب‌ناپذیر تبدیل شد. آغاز به کار شورایاری‌ها براساس مصوبه جلسه علنی شورای اسلامی شهر تهران در تاریخ چهارم آبان ۱۳۷۸ به تصویب رسید. به این نحو بنیان فعالیت شورایاری‌ها از همان ابتدا براساس مقررات و چارچوب‌های حقوقی مدون شکل گرفت و ادامه یافت.
شورایاری‌ها در آغاز
شورای اسلامی شهر تهران در سال‌های آغازین فعالیتش با هدف سازمان‌دهی اجتماع محلی و استفاده از ظرفیت‌ها و قابلیت‌های شهروندان در قالب یک سازمان داوطلبانه که اعضای آن با آرای مستقیم شهروندان هر محله انتخاب می‌شدند به تشکیل شورایاری‌ها همت گمارد. شورایاری یک نهاد مردمی و محلی است که هدف از تشکیل آن برقراری ارتباط سازمان‌یافته با از طریق نمایندگان‌شان و استفاده از قدرت و توان مردم در بهبود کیفیت زندگی شهری است.
شورایاری‌ها در سال ۱۳۷۸ طی طرحی که از سوی پرویز پیران تهیه شده بود. اولین دوره شورایاری‌ها در سال ۱۳۷۹ وارد عرصه مدیریت شهری شد. شورایاری‌ها در تهران فعالیت خود را از حوزه‌های مشورتی و نظارتی آغاز و به تدریج وارد عرصه‌های تصمیم‌گیری محلی و منطقه‌ای شد. سپس در برنامه‌ریزی‌های محلی، منطقه‌ای و شهری و تنظیم برنامه‌ها و بودجه سالانه مدیریت شهری مشارکت کرد. امروزه شورایاری‌ها برای مدیریت شهری فرصت گران‌بهایی در نهادینه کردن فرهنگ مشارکت با هدف استفاده از ظرفیت‌های محلی، توان و تخصص شهروندان، ارتقای مسئولیت‌پذیری اجتماعی و کاهش هزینه‌های مدیریت شهری محسوب می‌شوند. گسترش فعالیت شورایاران از حوزه‌های شورا و شهرداری به سازمان‌ها و دستگاه‌های دولتی و همکاری در زمینه جلب مشارکت شهروندان در فعالیت‌های مربوط به این دستگاه‌ها و فراهم آوردن امکان خدمات مناسب، این نهاد مردمی را به یکی از بی‌بدیل‌ترین سازمان‌های محلی برای اداره کلان‌شهر تبدیل کرده‌است. گفتگو، ارتباط، اعتماد و همکاری از مهمترین مؤلفه‌های قدرت شورایاران در تأثیرگذاری بر کیفیت زندگی شهری است. تقویت این مولفه‌ها می‌تواند نقش و جایگاه آنان را در ایجاد ارتباط میان برنامه‌ها و اقدامات مدیریت شهری با مطالبات شهروندان و ایجاد اعتماد متقابل ارتقاء بخشد.
در نخستین دوره فعالیت شورایاری‌های ریاست عالی ستاد هم‌آهنگی شورایاری‌های تهران بر عهده فاطمه جلایی‌پور عضو شورای شهر تهران در نخستین دوره بود. همچنین در ادوار دوم و سوم فعالیت شورای شهر تهران مسئولیت ستاد هم‌آهنگی شورایاری‌های تهران به ترتیب بر عهده رسول خادم، احمد مسجدجامعی بود.
انجمن شورایاری شهر تهران
مقدمه مصوبه تشکیل انجمن‌های شورایاری شهر تهران به ماده هفتاد و یک از قانون تشکیلات، وظایف و انتخابات شوراهای اسلامی کشور و انتخاب شهرداران مستند شده‌است. قانون یاد شده خرداد ۱۳۷۵ در مجلس شورای اسلامی به تصویب رسیده‌است. در مقدمه مصوبه یاد شده دربارهٔ ضرورت ایجاد انجمن‌های شورایاری شهر تهران آمده‌است: «با توجه به حجم گسترده مسائل و مشکلات مختلف شهری در ابعاد و کیفی خصوصاً در کلان‌شهر تهران، رفع این مشکلات و بهبود شرایط مستلزم تمرکززدایی و بهره‌گیری از نظرات و دیدگاه‌های آحاد مردم و مشارکت عام و همه‌جانبه شهروندان می‌باشد. از جمله راه‌های مهم و با ارزش جلب و تقویت مشارکت واقعی، پایدار، دائمی و نهادینه تشکیل انجمنها، سازمانها و نهادهای مدنی داوطلبانه و مردمی است. شورای اسلامی شهر تهران به موجب این طرح اقدام به تأسیس انجمن‌های شورایاری در محلات تهران می‌نماید.» مصوبه انجمن شورایاری شهر تهران در چهار فصل و قریب چهل ماده تدوین و تصویب شده‌است و بر اساس آن سازوکار فعالیت شورایاری و ساختار و انحلال آن تبیین شده‌است.

## ادوار شورایاری‌ها
در تهران و دیگر کلان‌شهری ایران با اهتمام مدیریت‌های شهری، همکاری و تعامل سایر نهادها و سازمانهای ذی‌ربط، در قالب تشکیل و حمایت از فعالیت‌های شورایاری‌های محلات اقدام‌هایی در زمینه استفاده از ظرفیت مشارکت و همکاری شهروندان و توجه به اولویت‌ها و نیازهای محلی صورت گرفته‌است. این نهاد محلی تا پایان سال ۱۳۹۷ ۳ دوره را پشت سر گذاشته‌است.
1. دوره اول: (۱۳۷۹ تا ۱۳۸۴ هجری خورشیدی) در ۸۷ محله از ۱۳ منطقه شهر تهران برگزار شد. نخستین انتخابات شورایاری در سال۱۳۷۹ در محله جوانمرد قصاب و سپس در محله حکیمیه تهران برگزار شد و ابتدا به‌صورت آزمایشی در ۱۰ محله مختلف تهران و در نهایت در ۸۷ محله از ۱۳منطقه تهران به اجرا درآمد. اما با انحلال شورای شهر اول در تهران، فعالیت شورایاری‌ها نیز متوقف شد.[۲]
2. دوره دوم: (۱۳۸۴ تا ۱۳۸۷ هجری خورشیدی) در عموم محلات شهر تهران برگزار شد. در دوره دوم انتخابات شورایاری‌ها که بهمن سال۱۳۸۴ برگزار شد، ۳۷۱ محله در سطح ۲۲ منطقه تهران مشارکت کردند و تعداد این محله‌ها در انتخابات دور سوم در شهریور سال۱۳۸۷ به ۳۷۴محله افزایش پیدا کرد.[۲]
3. دوره سوم:(۱۳۸۷ تا ۱۳۹۳ هجری خورشیدی) این دوره در ۳۷۴ محله از ۲۲ منطقه شهر تهران و ۳۷۴۰ نفر انتخاب شدند.
4. دوره چهارم: (۲۲ اسفند ۱۳۹۳ تا ۱۳۹۷ هجری خورشیدی) این دوره در ۳۵۴ محله از ۲۲ منطقه شهر تهران و ۳۵۴۰ نفر انتخاب شدند. دور چهارم انتخابات اسفندماه سال ۱۳۹۲ در ۳۵۴ محله برگزار شد.[۲]
5. دور پنجم انتخابات شورایاری در پایتخت با کاهشی دوباره نسبت به دور قبل، در تاریخ چهارم مردادماه ۱۳۹۸ در ۳۵۲ محله برگزار شد.در این دوره ۳۵۴۰ شورایار در ۳۵۴ محله تهران فعالیت دارند.[۲]

تاریخ شروع به کار دوره چهارم شورایاری‌ها، ۲۸ اردیبهشت ۱۳۹۴ بود. شورایاری‌ها امروزه به عنوان بخشی از نظام مدیریت شهری عمل می‌کنند و وظایف برنامه‌ریزی و نظارت شورای شهر را در سطح محلی محقق می‌سازند. این نهاد در صورت پویایی می‌تواند در حوزه فعالیت‌های شهری بسیار کارآمد باشد و زمینه‌های پایداری، توسعه شهری را محقق کند. شهرداری تهران در سال ۱۳۹۳ اقدام به بازبینی مرزبندی محله‌های شهر تهران کرد. براساس آن تعداد محله‌ها از ۳۷۴، در دوره چهارم به ۳۵۴ محله تقلیل یافت.

## سازوکار انتخاب شورایارها
شورایاران با رأی مستقیم مردم برای دوره‌ای چهارساله انتخاب می‌شوند. براساس اساسنامه شورایاری، برای هر محله شهر تهران از میان کاندیداهای واجد شرایط ۱۰ نفر با رأی مستقیم اهالی محله به‌عنوان نمایندگان شورایاری انتخاب می‌شوند که ۷نفر عضو اصلی و ۴نفر عضو علی‌البدل هستند. ۴ نفر از اعضای اصلی به مدت یک سال به‌عنوان هیئت رئیسه انتخاب می‌شوند و انتخابات هیئت رئیسه سالانه برگزار می‌شود.
دبیر شورایاری به‌عنوان نماینده اصلی و رابط میان ستاد، شهرداری، شورای شهر و سایر سازمان‌ها و دستگاه‌های اجرایی شناخته می‌شود. همچنین مستند به ماده ۶ و ۷ قانون انجمن شورایاری‌های ساختار شورایاری به این نحو است. تعداد اعضای اصلی و علی‌البدل انجمن شورایاری محله شامل ۷ نفر عضو اصلی و ۳ نفر علی‌البدل است. اعضای انجمن شورایاری در اولین جلسه از بین خود یک دبیر انتخاب خواهند کرد که مسئولیت سخنگویی و ارتباط با سایر انجمن‌ها و مکاتبات انجمن را برعهده خواهند داشت، نحوه ارتباط انجمن شورایاری طبق آئین‌نامه‌ای است که توسط ستاد هماهنگی انجمن‌های شورایاری شورای اسلامی شهر تهران تهیه و به تصویب خواهد رسید. همچنین اعضای علی‌البدل انجمن شورایاری در کلیه جلسات انجمن شرکت نموده و در صورت غیبت اعضای اصلی در هر جلسه از حق رأی برخوردار خواهند بود. نیز اعضای اصلی و علی‌البدل انجمن شورایاری برای مدت دو سال انتخاب می‌شوند.

## شرح وظایف
شورایاری‌ها ابزار کمکی شوراها هستند و در ادامه برخی از وظایف آن‌ها تبیین می‌شود.
1. اعضاء شورایاری می‌بایست از قوانین و مصوبات شورای اسلامی شهر تهران مطلع باشند تا مطالبات را با توجه به قوانین منتقل نمایند
2. شناخت وضع موجود: شورایاری‌های می‌بایست بانک اطلاعات محله را تشکیل بدهند و امکانات را شناسایی نمایند – جمعیت ساکن منطقه را بشناسند که چه توانمندی‌ها و چه مشکلاتی دارند.
3. فرهنگ‌سازی: فرهنگ‌سازی مشارکت را توسعه می‌دهد، هزینه‌ها را کم می‌کند و از مشکلات اجرایی پروژه‌ها می‌کاهد و پروژه‌ها اثرگذار می‌شوند.
4. تعامل محله‌ها:نقاط مشکل ساز محله – اعتیاد – نیازمندان و فرصت‌ها و تهدیدها شناسایی و با استفاده از فرصت‌ها تهدیدها کم اثر و رفع شوند – بین محلات نیز تعامل باشد.
5. شناسایی مشکلات، ارائه طرح و تلاش برای ایجاد محیطی سالم از نظر زیست‌محیطی
6. شناسایی مشکلات و ارائه طرح و پیشنهاد برای بهبود وضعیت سفرهای درون‌شهری
7. همکاری با شورای شهر تهران برای کنترل قیمت‌ها و نرخ کرایه درون‌شهری
8. همکاری با شورای شهر برای برقراری آرامش و امنیت شهری و مبارزه با آسیب‌های اجتماعی
9. همکاری در ایجاد و گسترش فضای سبز و اداره خودگردان بوستان‌های شهری
10. تهیه طرح و پیشنهاد در زمینه ایجاد نشانه‌ها و یادمان‌های شهری و پیشنهاد نامگذاری معابر

همچنین علاوه بر وظایف برشمرده در بالا مستند به قانون تشکیل انجمن‌های شورایاری دیگر وظایف این نهاد مردمی در محله‌ها را می‌توان به شرح زیر تبیین کرد. این بخش وظایف از ماده یازده در فصل سوم قانون تشکیل انجمن‌های شورایاری استحصاء شده‌است.

1. همکاری با شورای اسلامی شهر تهران برای برقراری آرامش و امنیت شهری و مبارزه با آسیب‌های اجتماعی و زمینه‌های جرم‌خیز
2. همکاری با شورای اسلامی شهر برای معرفی و آموزش حقوق و وظایف شهروندی و مشارکت‌های مردمی و آگاه‌سازی همگانی
3. ارائه طرح و پیشنهاد برای خودگردانی اماکن عمومی، تمهید و تدارک زیباسازی و بهینه‌سازی فضای زیست شهری
4. همکاری در ایجاد و گسترش فضای سبز و اداره خودگردان بوستان‌های شهری
5. و…

1. شناسایی مشکلات، ارائه طرح و پیشنهاد و تلاش در جهت ایجاد محیطی سالم از نظر زیست‌محیطی با اهداف مبارزه با آلودگی‌های خاک، آب، آلودگی‌های صوتی و صرفه‌جویی انرژی در اماکن
2. شناسایی مشکلات و ارائه طرح و پیشنهاد برای بهبود وضعیت سفرهای درون‌شهری با هدف بهینه‌سازی حمل و نقل
3. تهیه طرح و پیشنهاد در زمینه ایجاد نشانه‌ها و یادمان‌های شهری و پیشنهاد نامگذاری معابر، میدان‌ها، خیابان‌ها و کوچه‌ها
4. ارائه طرح و پیشنهاد در جهت فراهم آوردن امکانات، گذران اوقات فراغت جوانان و نوجوانان و گسترش مراکز تفریحی، ورزشی و هنری با هماهنگی ستاد اجرایی
5. همکاری با شورای اسلامی شهر تهران برای برقراری آرامش و امنیت شهری و مبارزه با آسیب‌های اجتماعی و زمینه‌های جرم‌خیز
6. همکاری با شورای اسلامی شهر برای معرفی و آموزش حقوق و وظایف شهروندی و مشارکت‌های مردمی و آگاه‌سازی همگانی
7. ارائه طرح و پیشنهاد برای خودگردانی اماکن عمومی، تمهید و تدارک زیباسازی و بهینه‌سازی فضای زیست شهری
8. همکاری در ایجاد و گسترش فضای سبز و اداره خودگردان بوستان‌های شهری
9. همکاری با شورای اسلامی شهر تهران در جهت توسعه موسسات عام‌المنفعه و فعالیت‌های داوطلبانه
10. بررسی و شناخت کمبودها، نیازها و نارسائی‌های اجتماعی، فرهنگی، آموزشی، بهداشتی، اقتصادی، رفاهی و عمرانی محله
11. تهیه طرح و پیشنهاد در زمینه‌های مختلف زندگی شهری
12. همکاری با شورای اسلامی شهر تهران در جهت تأسیس انواع انجمن‌های داوطلبانه در زمینه‌های امدادی، اجتماعی ارشادی و تشکیل تعاونی‌های تولید، توزیع و مصرف ارزاق عمومی
13. همکاری با شورای اسلامی شهر تهران در جهت کنترل قیمت‌ها و نرخ کرایه درون‌شهری
14. ارائه طرح‌ها و پیشنهادها جهت آموزش برنامه‌های دفاع غیرنظامی به شهروندان و همکاری با شورا جهت مقابله و پیشگیری از حوادث غیرمترقبه
15. همکاری در جهت اداره فضاهای عمومی از قبیل دارالتحفیظ، فضاهای ورزشی، نگارخانه‌ها و… با هماهنگی ستاد اجرایی شورایاری
16. همکاری و همیاری در اداره اماکن مذهبی و فرهنگی بنا به درخواست دستگاه‌های ذی‌ربط
17. مشارکت در برگزاری انتخابات مجلس، ریاست جمهوری، خبرگان از طریق همکاری با مسئولین و در صورت درخواست مراجع قانونی ذی‌ربط
18. همکاری در جهت ساماندهی حمل و نقل شهری

## اساسنامه
مصوبه تشکیل انجمن‌های شورایاری از یک مقدمه و چهار فصل کلیات، شرایط عضویت و نحوه انتخاب اعضای انجمن یا ساختار شورایاری، ارکان انجمن‌های شورایاری، انحلال شورایاری‌ها قریب چهل ماده تدوین شده‌است.
فصل اول؛ کلیات
قانون‌گذار در این فصل هدف از ایجاد انجمن شورایاری را تحقق و اجرای قانون شوراها و تقویت مشارکت هر چه بیشتر شهروندان یاد کرده‌است. همچنین ساماندهی امور مختلف شهری و جلب همکاری واقعی شهروندان برای ارتقاء کیفیت زندگی شهروندان از دیگر اهداف انجمن‌های شورایاری شهر تهران یاد شده‌است. این نهاد به عنوان نهاد مردمی وابسته به شورای شهر عنوان شده‌است. همچنین در وصف آن گفته شده‌است که انجمن شورایاری، انجمنی غیردولتی، غیرمتمرکز، غیرسیاسی، داوطلبانه و مشارکتی و از جهت اقتصادی خودگردان است. حوزه فعالیت انجمن شورایاری در مقیاس محله است. همچنین عضویت افراد در انجمن شورایاری افتخاری و داوطلبانه‌است.
فصل دوم شرایط عضویت و نحوه انتخاب اعضای انجمن یا ساختار شورایاری
در فصل دوم که از ماده ۵ تا ۷ قانون یاد شده را در بر می‌گیرد. شرایط داوطلبان عضویت در انجمن شورایاری به این نحو اعمال شده‌است.
- داشتن حداقل ۲۵ سال سن
- داشتن حداقل سواد خواندن و نوشتن
- نداشتن سوء سابقه کیفری
- سکونت در محله مورد نظر به مدت حداقل شش ماه

فصل سوم ارکان انجمن‌های شورایاری
در سومین فصل از این مصوبه به شرح ساختار و تقسیم وظایف پرداخته‌است. مبتنی بر این تبیین ارکان انجمن عبارتند از: انجمن شورایاری و گروه‌های کاری. همچنین ستاد هماهنگی شورایاری مرکب از پنج نفر از اعضای شورای اسلامی شهر تهران هستند. در تشریح وظایف ستاد هماهنگی چنین آمده‌است.
1. برنامه‌ریزی، سیاستگذاری و نظارت بر شورایاری‌ها
2. ارائه گزارش فعالیت شورایاری‌ها به شورای شهر
3. هماهنگی‌های بین شورایاری‌ها
4. ابلاغ تصمیمات شورای شهر به شورایاری‌ها
5. پیگیری و اجرای برنامه‌ها و خط مشی‌های ابلاغ شده از شورای شهر
6. انتقال پیشنهادها و نظرات و طرح‌های شورایاری‌ها به شورای شهر
7. بازرسی در صورت درخواست شورای شهر و تشکیل کمیته انضباطی
8. تشکیل ستاد اجرائی، تعیین و ابلاغ شرح وظایف آن، تعیین اعضاء و دبیر آن ستاد و تعیین نحوه تعامل با شورایاری‌ها

وظایف ستاد اجرایی نیز به این شرح اعلام شده‌است.
1. پیگیری و اجرای برنامه‌های ابلاغ شده از سوی ستاد هماهنگی
2. ایجاد تعامل بین شورایاری‌ها و دستگاه‌های اجرایی در جهت رفع مشکلات شورایاری‌ها
3. پیگیری امور جاری و مالی شورایاری‌های محله‌ها
4. ارائه گزارش به ستاد هماهنگی
5. انجام امور مربوط به انتخابات شورایاری‌ها مطابق تصمیمات و ابلاغ ستاد هماهنگی

تبیین وظایف شورایاری‌ها از دیگر موضوع‌های تصریح شده در این فصل است.
فصل چهارم انحلال شورایاری‌ها
این فصل کمترین اطلاعات را به خود اختصاص داده‌است و دربارهٔ انحلال این نهاد آمده‌است که شورایاری‌ها در صورت تخلف از حیطه وظایف به تشخیص و پیشنهاد کمیته انضباطی و تصویب ستاد هماهنگی شورایاری منحل می‌شوند.